# Jean Gaspar
Pour les articles homonymes, voir Gaspar.

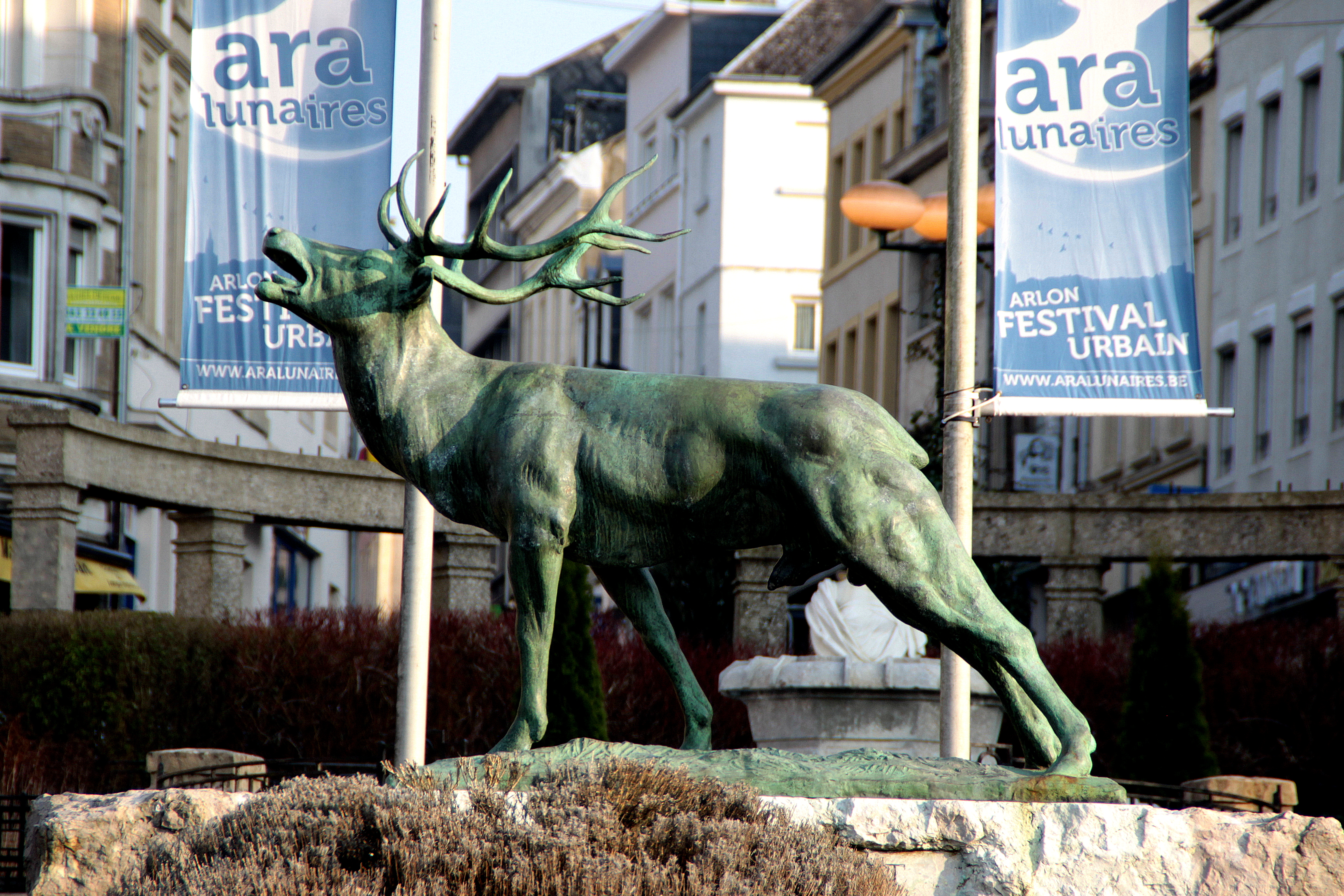
L'Appel de la Forêt

Jean Gaspar, né à Arlon le 29 avril 1861 et décédé à Uccle le 17 février 1931, est un sculpteur animalier belge.

## Biographie
Jean Gaspar naît à Arlon en 1861. Il est le deuxième fils d'Alphonse Gaspar, notaire et de Jeanne-Irma Reuter, la fille du notaire Paul Reuter. Il épouse Irma-Athalie Reuter, sa cousine germaine, en juillet 1895. Un de ses frères est Charles Gaspar, photographe belge. 
Il étudie à l'école moyenne d’Arlon, puis à l'Athénée d'Arlon. Il s'inscrit à la faculté des Sciences Appliquées de l'Université de Liège en 1878, mais abandonne ses études d’ingénieur pour devenir artiste. Il s'inscrit donc à l'Académie des Beaux-Arts de Bruxelles mais se fait expulser en cours d'année. Cependant il reste attiré par la sculpture.
Au cours de ses visites de salons d'exposition, Gaspar sera impressionné par les œuvres de Jef Lambeaux et plus tard deviendra son élève. Il travaillera donc dans les ateliers de Lambeaux en même temps que Jules Lagae.
En 1889, il décide d'exposer un groupe représentant L’Enlèvement des Sabines à l'Exposition universelle de Paris pour lequel un jury international lui décerne une médaille de bronze à la surprise de son maître, Jef Lambeaux. À partir de 1892, l’artiste arlonais multiplie les expositions. Il remporte à Lille (1893) une médaille d’argent pour l’œuvre intitulée Baiser ou Adolescence. C'est à cette période qu'il se tourne définitivement vers la sculpture animalière après de fréquentes visites au zoo d'Anvers.
Il déménage en 1895 à Uccle avec son épouse, Irma-Athalie Reuter, après leur voyage de noces. En 1897, il participe à un concours : le gagnant réalisera un attelage qui surplombera les Arcades du Cinquantenaire de Bruxelles. L’artiste travaille sur ce projet pendant plus d’un an, investissant beaucoup de temps et d’argent, mais ne remporte pas le concours. Déçu et amer, il plie bagages et retourne vivre à Arlon.
En 1899, il s’inspire dans la forêt ardennaise pour réaliser son œuvre la plus connue : L'Appel de la Forêt.
Il est décoré Chevalier de l'Ordre de Léopold en 1911 par Albert Ier mais ne portera jamais cette décoration. Son comportement dépressif et asocial, dû à ses expositions, vernissages et à la vente de ses œuvres, compromettent sa vie de famille et son épouse et ses enfants déménageront. En effet, vendre ses œuvres est très dur pour lui.
Durant la Première Guerre mondiale, Gaspar s’enfonce dans la marginalité. Il expose cependant un Lion au salon de la Belgique. En 1919, il réalise deux mémoriaux, un coq gaulois martelant un casque germanique et un autel du souvenir célébrant les sacrifices des soldats belges. En 1920, la Jeunesse Arlonaise lui commande le Jass, un monument de commémoration qui se trouve encore devant l’hôtel de ville d'Arlon.
Plus tard, il sombre dans l'alcool et la dépression, et meurt à Uccle lors d'une cure de désintoxication en 1931.

## Exposition posthume
Une rétrospective organisée par le Cercle artistique et littéraire de Bruxelles lui a été consacrée du 26 décembre 1931 au 15 janvier 1932.
Le musée Gaspar présente depuis 2004 de manière permanente des œuvres de Jean Gaspar ainsi que des œuvres réalisées par son élève Édouard Straus. Arlon avait déjà organisé une rétrospective sur Jean Gaspar et trois artistes apparentés (Jef Lambeaux, Édouard Straus et Auguste Trémont) en 1991

## Œuvres
(Liste non exhaustive)
- 1889 : L'Enlèvement des Sabines, qui reçut une médaille de bronze a l'Exposition universelle de Paris.
- 1899 : L'Appel de la forêt, qui fut coulé en bronze en 1928 a l'occasion de la Joyeuse Entrée de Léopold III et Astrid de Suède. Cette œuvre réside toujours à Arlon et une copie a récemment été acquise par le musée Gaspar[6].
- 1892 : Le Baiser ou Adolescence, qui reçut une médaille d'argent à Lille.
- 1893 : La Panthère, à Bruxelles, Jardin Botanique.
- 1911 : Le Coq de Jemappes, qui fut sculpté pour commémorer la bataille de Jemappes en 1792. Cette sculpture fut malheureusement détruite par les Allemands. Un nouveau Coq de Jemappes fut réalisé par Charles Samuel, ce que Gaspar vivra comme une trahison.
- 1919 : Le Coq gaulois rend hommage aux milliers de soldats français décédés en 1914 pour défendre la frontière belge lors de l'invasion.
- 1920 : Le Jass, qui fut commissionné par la Jeunesse Arlonaise pour commémorer les soldats arlonais morts durant la guerre.